# بيغ بوس
بيغ بوس (بالتشيكية: Big Boss)‏ هو مترجم ومغني تشيكي، ولد في 6 فبراير 1952 في برنو في التشيك.

## وصلات خارجية
- بيغ بوس على موقع ميوزك برينز (الإنجليزية)
- بيغ بوس على موقع أول ميوزيك (الإنجليزية)
- بيغ بوس على موقع ديسكوغز (الإنجليزية)
- بيغ بوس على موقع ديسكوغز (الإنجليزية)